# Tercet
Tercet – dwuznaczne pojęcie muzyczne:
1. zespół trzech wokalistów;
2. utwór muzyczny na trzy głosy wokalne.

Trzyosobowy zespół instrumentalny nosi nazwę trio. Analogicznie dwuosobowy zespół wokalny nosi nazwę duet, a dwuosobowy zespół instrumentalny to duo. Od kwartetu wzwyż nie ma rozróżnienia, określenie dotyczy zarówno czterech śpiewaków, jak i czterech instrumentalistów.